# WACホールディング
WACホールディング株式会社（ダブル・エー・シーホールディング、英称：WAC Holding Co.,Ltd.）は、日本の番組制作会社のウッドオフィスが、2009年8月3日付で株式移転により設立した純粋持株会社。
2013年5月、ウッドオフィスグループ株式会社からWACホールディング株式会社に改称した。

## 概要
当初は各社が各種映像サービス事業を行っていたが、ウッドオフィス、麻布プラザ、麻布リースほかの各会社で業務効率化のため各会社の機能を統合・再編することとなり、持株会社制により2009年8月3日に各関連会社がまとまりを持ち企画制作事業を行っていこうと設立された。
2011年3月、ポストプロダクション会社である「クリエイティヴ・コア」を傘下に収める。（後、麻布プラザ、麻布リースに分割・統合）
2013年5月、各社の事業区分けを明確化。
映像コンテンツ企画・制作を行う「ウッドオフィス（Wood's Office）」、
ポストプロダクションの「麻布プラザ（Azabu Plaza）」、
放送用機材レンタル、メディア・用品販売を行う「クリエイティブ・コア（Creative Core）」、
それぞれの頭文字を組み合わせた社名「WACホールディング」に改称した。

## 役員構成
- 代表取締役：森澤広明
- 総務執行役員：岡村宇之

## 主なグループ企業
- ウッドオフィス株式会社
- 麻布リース株式会社（旧クリエイティヴ・コア株式会社）
- ウッドオフィスキャリア株式会社